# Таврийское (Приазовский район)
Таврийское (укр. Таврійське) — село,
Приазовский поселковый совет,
Приазовский район,
Запорожская область,
Украина.
Код КОАТУУ — 2324555105. Население по переписи 2001 года составляло 198 человек.

## Географическое положение
Село Таврийское находится на расстоянии в 2 км от пгт Приазовское.

## История
- 1920 год — дата основания.